# Сабечиси
Сабечиси (груз. საბეჭისი, до 2010 года — Каракоми) — село в Грузии, на территории Цалкского муниципалитета края (мхаре) Квемо-Картли.

## География
Село находится в юго-восточной части Грузии, к северо-востоку от Цалкинского водохранилища, на расстоянии приблизительно 8 километров (по прямой) к северо-северо-востоку от города Цалка, административного центра муниципалитета. Абсолютная высота — 1673 метра над уровнем моря.

## Население
По результатам официальной переписи населения 2014 года в Сабечиси проживало 249 человек (121 мужчина и 128 женщин). В национальной структуре населения грузины составляли 96 %, азербайджанцы — 3 %.
| Год  | Население, человек |
| ---- | ------------------ |
| 2002 | 177                |
| 2014 | ↗ 249              |